# UCI World Tour 2018
L'UCI World Tour 2018 è l'ottava edizione del circuito organizzato dall'UCI, che sostituisce il vecchio calendario mondiale.
Ad imporsi nella graduatoria finale fu il britannico Simon Yates della Mitchelton-Scott; la classifica a squadre andò invece alla Quick-Step Floors.

## Squadre
Le squadre con licenza World Tour sono diciotto, rappresentanti tredici diversi Paesi: rispetto alla precedente stagione non vi sono stati nuovi inserimenti. Tali squadre partecipano di diritto a tutti gli eventi del calendario UCI World Tour, ai quali possono prendere parte, su invito degli organizzatori, anche alcune squadre professionistiche dei circuiti continentali (Professional Continental). 
| Cod. | Squadra                        | Biciclette  | Gruppo        | Ruote         |
| ---- | ------------------------------ | ----------- | ------------- | ------------- |
| ALM  | AG2R La Mondiale               | Factor      | Shimano       | Mavic         |
| AST  | Astana Pro Team                | Argon 18    | Shimano/FSA   | Vision Wheels |
| TBM  | Bahrain-Merida                 | Merida      | Shimano       | Fulcrum       |
| BMC  | BMC Racing Team                | BMC         | Shimano       | Shimano       |
| BOH  | Bora-Hansgrohe                 | Specialized | Shimano       | Roval         |
| FDJ  | Groupama-FDJ                   | Lapierre    | Shimano       | Shimano       |
| LTS  | Lotto-Soudal                   | Ridley      | Campagnolo    | Campagnolo    |
| MTS  | Mitchelton-Scott               | Scott       | Shimano       | Shimano       |
| MOV  | Movistar Team                  | Canyon      | Campagnolo    | Campagnolo    |
| QST  | Quick-Step Floors              | Specialized | Shimano       | Roval         |
| DDD  | Team Dimension Data            | Cervélo     | Shimano/Rotor | Enve          |
| EFD  | Team EF Education First-Drapac | Cannondale  | Shimano       | Mavic         |
| TKA  | Team Katusha-Alpecin           | Canyon      | SRAM          | Zipp          |
| TLJ  | Team Lotto NL-Jumbo            | Bianchi     | Shimano       | Shimano       |
| SKY  | Team Sky                       | Pinarello   | Shimano       | Shimano       |
| SUN  | Team Sunweb                    | Giant       | Shimano       | Shimano       |
| TFS  | Trek-Segafredo                 | Trek        | Shimano       | Bontrager     |
| UAD  | UAE Team Emirates              | Colnago     | Campagnolo    | Campagnolo    |

## Calendario
Tutti gli eventi dell'UCI World Tour 2017 sono stati inclusi, anche se alcuni di essi programmati in date diverse rispetto alle edizioni precedenti.
| Evento                                     | Data                   | Vincitore          | Secondo             | Terzo              | Squadra del vincitore         |
| ------------------------------------------ | ---------------------- | ------------------ | ------------------- | ------------------ | ----------------------------- |
| Tour Down Under (2018)                     | 16-21 gennaio          | Daryl Impey        | Richie Porte        | Tom-Jelte Slagter  | Mitchelton-Scott              |
| Cadel Evans Great Ocean Road Race (2018)   | 28 gennaio             | Jay McCarthy       | Elia Viviani        | Daryl Impey        | Bora-Hansgrohe                |
| Abu Dhabi Tour (2018)                      | 21-25 febbraio         | Alejandro Valverde | Wilco Kelderman     | Miguel Ángel López | Movistar Team                 |
| Omloop Het Nieuwsblad (2018)               | 24 febbraio            | Michael Valgren    | Łukasz Wiśniowski   | Sep Vanmarcke      | Astana Pro Team               |
| Strade Bianche (2018)                      | 3 marzo                | Tiesj Benoot       | Romain Bardet       | Wout Van Aert      | Lotto Soudal                  |
| Parigi-Nizza (2018)                        | 4-11 marzo             | Marc Soler         | Simon Yates         | Gorka Izagirre     | Movistar Team                 |
| Tirreno-Adriatico (2018)                   | 7-13 marzo             | Michał Kwiatkowski | Damiano Caruso      | Geraint Thomas     | Team Sky                      |
| Milano-Sanremo (2018)                      | 17 marzo               | Vincenzo Nibali    | Caleb Ewan          | Arnaud Démare      | Bahrain-Merida                |
| Volta Ciclista a Catalunya (2018)          | 19-25 marzo            | Alejandro Valverde | Nairo Quintana      | Pierre Latour      | Movistar Team                 |
| E3 Harelbeke (2018)                        | 23 marzo               | Niki Terpstra      | Philippe Gilbert    | Greg Van Avermaet  | Quick-Step Floors             |
| Gand-Wevelgem (2018)                       | 25 marzo               | Peter Sagan        | Elia Viviani        | Arnaud Démare      | Bora-Hansgrohe                |
| Dwars door Vlaanderen (2018)               | 28 marzo               | Yves Lampaert      | Mike Teunissen      | Sep Vanmarcke      | Quick-Step Floors             |
| Giro delle Fiandre (2018)                  | 1º aprile              | Niki Terpstra      | Mads Pedersen       | Philippe Gilbert   | Quick-Step Floors             |
| Itzulia Basque Country (2018)              | 2-7 aprile             | Primož Roglič      | Mikel Landa         | Jon Izagirre       | Team Lotto NL-Jumbo           |
| Parigi-Roubaix (2018)                      | 8 aprile               | Peter Sagan        | Silvan Dillier      | Niki Terpstra      | Bora-Hansgrohe                |
| Amstel Gold Race (2018)                    | 15 aprile              | Michael Valgren    | Roman Kreuziger     | Enrico Gasparotto  | Astana Pro Team               |
| Freccia Vallone (2018)                     | 18 aprile              | Julian Alaphilippe | Alejandro Valverde  | Jelle Vanendert    | Quick-Step Floors             |
| Liegi-Bastogne-Liegi (2018)                | 22 aprile              | Bob Jungels        | Michael Woods       | Romain Bardet      | Quick-Step Floors             |
| Tour de Romandie (2018)                    | 24-29 aprile           | Primož Roglič      | Egan Bernal         | Richie Porte       | Team Lotto NL-Jumbo           |
| Eschborn-Frankfurt (2018)                  | 1º maggio              | Alexander Kristoff | Michael Matthews    | Oliver Naesen      | UAE Team Emirates             |
| Giro d'Italia (2018)                       | 4-27 maggio            | Chris Froome       | Tom Dumoulin        | Miguel Ángel López | Team Sky                      |
| Tour of California (2018)                  | 13-19 maggio           | Egan Bernal        | Tejay van Garderen  | Daniel Martínez    | Team Sky                      |
| Critérium du Dauphiné (2018)               | 3-10 giugno            | Geraint Thomas     | Adam Yates          | Romain Bardet      | Team Sky                      |
| Tour de Suisse (2018)                      | 9-17 giugno            | Richie Porte       | Jakob Fuglsang      | Nairo Quintana     | BMC Racing Team               |
| Tour de France (2018)                      | 7-29 luglio            | Geraint Thomas     | Tom Dumoulin        | Chris Froome       | Team Sky                      |
| RideLondon - Surrey Classic (2018)         | 29 luglio              | Pascal Ackermann   | Elia Viviani        | Giacomo Nizzolo    | Bora-Hansgrohe                |
| Clásica San Sebastián (2018)               | 4 agosto               | Julian Alaphilippe | Bauke Mollema       | Anthony Roux       | Quick-Step Floors             |
| Tour de Pologne (2018)                     | 4-10 agosto            | Michał Kwiatkowski | Simon Yates         | Thibaut Pinot      | Team Sky                      |
| BinckBank Tour (2018)                      | 13-19 agosto           | Matej Mohorič      | Michael Matthews    | Tim Wellens        | Bahrain-Merida                |
| EuroEyes Cyclassics (2018)                 | 19 agosto              | Elia Viviani       | Arnaud Démare       | Alexander Kristoff | Quick-Step Floors             |
| Vuelta a España (2018)                     | 25 agosto-16 settembre | Simon Yates        | Enric Mas           | Miguel Ángel López | Mitchelton-Scott              |
| Bretagne Classic Ouest-France (2018)       | 26 agosto              | Oliver Naesen      | Michael Valgren     | Tim Wellens        | AG2R La Mondiale              |
| Grand Prix Cycliste de Québec (2018)       | 7 settembre            | Michael Matthews   | Greg Van Avermaet   | Jasper Stuyven     | Team Sunweb                   |
| Grand Prix Cycliste de Montréal (2018)     | 9 settembre            | Michael Matthews   | Sonny Colbrelli     | Greg Van Avermaet  | Team Sunweb                   |
| Presidential Cycling Tour of Turkey (2018) | 9-14 ottobre           | Eduard Prades      | Aleksej Lucenko     | Nathan Haas        | Euskadi Basque Country-Murias |
| Giro di Lombardia (2018)                   | 13 ottobre             | Thibaut Pinot      | Vincenzo Nibali     | Dylan Teuns        | Groupama-FDJ                  |
| Tour of Guangxi (2018)                     | 16-21 ottobre          | Gianni Moscon      | Felix Großschartner | Sergej Černeckij   | Team Sky                      |

## Classifiche
La classifica individuale prevede l'assegnazione del punteggio decretato dall'UCI unicamente ai corridori membri di squadre aventi licenza World Tour. Nel caso un corridore militi in una squadra con licenza Continental o Professional ed ottenga un piazzamento, questo non è valevole ai fini della classifica UCI World Tour.
La classifica per squadre e la classifica per nazioni sono stilate a partire dalla somma dei punteggi ottenuti a livello individuale dagli atleti nella classifica individuale appartenenti ad una stessa squadra o degli 8 migliori atleti per nazione.
Risultati finali.
| Pos. | Corridore          | Squadra    | Punti    |
| ---- | ------------------ | ---------- | -------- |
| 1    | Simon Yates        | Mitchelton | 3 072    |
| 2    | Peter Sagan        | Bora       | 2 992    |
| 3    | Alejandro Valverde | Movistar   | 2 609    |
| 4    | Geraint Thomas     | Sky        | 2 534,25 |
| 5    | Greg Van Avermaet  | BMC        | 2 442,14 |
| 6    | Elia Viviani       | Quick-Step | 2 399    |
| 7    | Michael Matthews   | Sunweb     | 2 393,19 |
| 8    | Julian Alaphilippe | Quick-Step | 2 161,12 |
| 9    | Chris Froome       | Sky        | 1 976,68 |
| 10   | Tom Dumoulin       | Sunweb     | 1 975,62 |
| 11   | Primož Roglič      | Team Lotto | 1 951    |
| 12   | Michael Valgren    | Astana     | 1 803    |
| 13   | Miguel Ángel López | Astana     | 1 610    |
| 14   | Romain Bardet      | AG2R       | 1 530    |
| 15   | Oliver Naesen      | AG2R       | 1 516    |

| Pos. | Squadra             | Punti     |
| ---- | ------------------- | --------- |
| 1    | Quick-Step Floors   | 13 385,97 |
| 2    | Team Sky            | 10 213    |
| 3    | Bora-Hansgrohe      | 9 180     |
| 4    | BMC Racing Team     | 8 779,97  |
| 5    | Mitchelton-Scott    | 8 660,03  |
| 6    | Astana Pro Team     | 7 859     |
| 7    | Bahrain-Merida      | 7 409     |
| 8    | Movistar Team       | 7 351     |
| 9    | Team Sunweb         | 7 266,95  |
| 10   | Team Lotto NL-Jumbo | 7 059     |
| 11   | AGR2 La Mondiale    | 6 397     |
| 12   | UAE Team Emirates   | 5 495     |
| 13   | Trek-Segafredo      | 5 428     |
| 14   | Groupama-FDJ        | 5 102     |
| 15   | Lotto Soudal        | 4 700,01  |